# Generationsintervall
Unter Generationsintervall (engl. generation interval) versteht man meist das Zeitintervall zwischen dem Auftreten wesentlicher Neuerungen (beispielsweise Nachkommenschaft oder wesentliche, neue Informationen) in einer direkten Abfolge.
In den, im erweiterten Sinne zu den biologischen Wissenschaften gehörenden Bereichen bezeichnet der Begriff das Zeitintervall das eine Spezies benötigt, bis Nachkommenschaft geboren wird. Als Maßeinheit wird in diesem Zusammenhang auch das Durchschnittsalter der Eltern bei der Geburt der Kinder verwendet. Auf einzelne Individuen bezogen wird der Begriff aber auch, beispielsweise in der Tierzucht für die Zeitspanne zwischen der Geburt eines einzelnen Elternteils und der Geburt seiner Nachkommen, eingesetzt.
In der Infektionslehre können die Begriffe Generationszeit und Generationsintervall synonym verwendet werden. Sie bezeichnen dabei die Zeitdauer, bis sich pathogene Mikroorganismen soweit vermehrt haben, dass nach dem Auftreten von Krankheitszeichen bei einer ersten Person auch bei einer zweiten (von der ersten angesteckten) Krankheitszeichen auftreten.
In der Computertechnik bezeichnet der Begriff die Häufigkeit, mit der ein Router Änderungen in einem Netzwerk bekanntgibt. Dieser Sachverhalt (minimumLSPGerenerationInterval) ist in der ISO 10589 beschrieben.
In der Astronomie wird der Begriff zur Beschreibung der möglichen zeitlichen Abfolge des (Neu-)Auftretens eines sphärischen Universums angewandt.
In den Geschichtswissenschaften wird der Begriff Generationsintervall als mögliche Untergliederung historischer Abläufe verwendet.